# Oum El Adhaim
Oum El Adhaim (în arabă أم العظائم) este o comună din provincia Souk Ahras, Algeria.
Populația comunei este de 8.539 de locuitori (2008).